# Trofej prvakinja 2001. (hokej na travi)
8. Trofej prvakinja se održao 2001. godine.

## Mjesto i vrijeme održavanja
Održao se od 18. do 26. kolovoza 2001.
Utakmice su se igrale u nizozemskom gradu Amstelveenu, na stadionu Wagener.

## Natjecateljski sustav
Ovaj turnir se igralo po jednostrukom ligaškom sustavu. Za pobjedu se dobivalo 3 boda, za neriješeno 1 bod, a za poraz nijedan bod. 
Nakon ligaškog dijela, igralo se za poredak. Prva i druga djevojčad na ljestvici je doigravala za zlatno odličje, treće i četvrte za brončano odličje, a pete i šeste na ljestvici za 5. i 6. mjesto.
Susrete se igralo na umjetnoj travi.

## Sudionice
Sudjelovale su djevojčadi: domaćin i braniteljice naslova Nizozemska, Australija, Argentina, Novi Zeland, Kina i Španjolska.

## Sastavi

### Argentina
(1.) Mariela Antoniska (vratarka), (3.) Magdalena Aicega, (4.) Inés Arrondo, (5.) Anabel Gambero, (6.) Ayelén Stepnik, (7.) Alejandra Gulla, (8.) Luciana Aymar, (9.) Vanina Oneto, (10.) Jorgelina Rimoldi, (11.) Karina Masotta (kapetanica), (12.) Mariana González Oliva, (13.) Laura Maiztegui, (14.) Mercedes Margalot, (15.) María de la Paz Hernández, (16.) Cecilia Rognoni, (18.) Paola Vukojicic (vratarka), (19.) Mariné Russo, and (24.) Claudia Burkart. Trener: Sergio Vigil.

### Australija
(2.) Louise Dobson, (3.) Karen Smith, (4.) Alyson Annan, (5.) Ngaire Smith, (10.) Bianca Netzler, (11.) Emily Halliday, (17.) Rachel Imison (vratarka), (18.) Kirsten Towers, (20.) Carmel Souter, (21.) Nina Bonner, (23.) Joanne Banning, (24.) Angie Skirving, (25.) Melanie Twitt, (26.) Megan Sargeant, (28.) Julie Towers, (29.) Tammy Cole, (31.) Katrina Powell (kapetanica), and (32.) Nikki Hudson. Trener: David Bell.

### Kina
(1.) Nie Yali (vratarka), (2.) Long Fengyu (kapetanica), (3.) Cheng Zhaoxia, (4.) Liu Lijie, (5.) Cheng Hui, (7.) Huang Junxia, (8.) Fu Baorong, (9.) Li Shuang, (11.) Tang Chunling, (12.) Zhou Wanfeng, (15.) Hou Xiaolan, (16.) Zhou Li (vratarka), (17.) Li Haihong, (19.) Chen Qiuqi, (20.) Wang Jiuyan, (21.) Zhang Shuang, (22.) Li Aili, and (23.) Ma Yibo. Trener: Kim Chang-back.

### Nizozemska
```
Vratarke

[ 1.] 
Clarinda Sinnige
 
[ 2.] 
Lisanne de Roever

Obrana

[ 4.] 
Julie Deiters

[ 8.] 
Dillianne van den Boogaard

[11.] 
Ageeth Boomgaardt

[15.] 
Janneke Schopman
 
[16.] 
Chantal de Bruijn

[18.] 
Minke Booij

[21.] 
Maartje Scheepstra

Srednji red

[ 3.] 
Macha van der Vaart

[13.] 
Minke Smabers

[14.] 
Ellis Verbakel

[19.] 
Aniek van Hees
 

Napad

[ 5.] 
Fatima Moreira de Melo
 
[ 9.] 
Florien Cornelis

[10.] 
Mijntje Donners

[12.] 
Kirsten de Groot

[20.] 
Karlijn Petri
```

```
Trener:
                        
Marc Lammers

Pomoćni trener:
                
Carel van der Staak

Pomoćni trener:
                
Eric Verboom

Menedžer:
                      
Sandra le Poole

Liječnik:
                      
Jessica Gal

Fizioterapeuti:
                Marc van Nieuwenhuizen en Michiel Loeber

Fiziolog:
                      Jos Geijsel 

"Videoman":
                    Lars Gillhaus
```

### Novi Zeland
(3.) Paula Enoka, (4.) Sandy Bennett, (5.) Rachel Sutherland, (6.) Meredith Orr, (7.) Anna Lawrence, (8.) Jaimee Provan, (9.) Carol Ward, (10.) Lizzy Igasan, (11.) Michelle Turner, (12.) Mandy Smith (kapetanica), (14.) Suzie Pearce, (15.) Anne-Marie Irving (vratarka), (16.) Helen Clarke (vratarka), (17.) Caryn Paewai, (18.) Diana Weavers, (19.) Leisen Jobe, and (21.) Niniwa Roberts. Trener: Jan Borren.

### Španjolska
(1.) María Jesús Rosa (vratarka), (2.) Nuria Moreno, (4.) Begona Larzabal (kapetanica), (5.) Mónica Rueda, (6.) Silvia Bonastre, (7.) María del Carmen Martín, (9.) Silvia Munoz, (10.) Lucía López, (11.) María del Mar Feito, (12.) Maider Tellería, (15.) Erdoitza Goikoetxea, (16.) Maider Luengo (vratarka), (17.) Núria Camón, (18.) Ana Pérez, (20.) Susanna González, (21.) Miriam Fabregas, (22.) Maite Garreta, and (23.) Rebeca Pineiro. Trener: Jack Holtman.

## Rezultati natjecanja u skupini
| susret br.1 18. kolovoza 2001. 12:00 |       |                                                    |                                    |
| Kina                                 | 0 : 2 | Argentina                                          | Suci: Michele Arnold Jane Nockolds |
|                                      |       | Luciana Aymar 15.'(k.u/k) Vanina Oneto 62.'(k.u/k) | Suci: Michele Arnold Jane Nockolds |

| susret br. 2 18. kolovoza 2001. 14:30            |       |                             |                             |
| Nizozemska                                       | 2 : 1 | Španjolska                  | Suci: Ute Conen Lyn Farrell |
| Mijntje Donners 21.'(k.u/k) Mijntje Donners 42.' |       | Maider Tellería 27.'(k.u/k) | Suci: Ute Conen Lyn Farrell |

| susret br. 3 18. kolovoza 2001. 17:00 |       |                                                                                        |                                  |
| Novi Zeland                           | 1 : 5 | Australija                                                                             | Suci: Renée Cohen Kazuko Yasueda |
| Mandy Smith 66.'(k.u/k)               |       | Julie Towers 2.' Karen Smith 26.' Karen Smith 30.' Julie Towers 37.' Nikki Hudson 60.' | Suci: Renée Cohen Kazuko Yasueda |

| susret br. 4 19. kolovoza 2001. 14:30                         |       |                             |                                  |
| Nizozemska                                                    | 2 : 1 | Argentina                   | Suci: Peri Buckley Monica Rivera |
| Dillianne van den Boogaard 3.'(k.u/k) Minke Booij 27.'(k.u/k) |       | Alejandra Gulla 53.'(k.u/k) | Suci: Peri Buckley Monica Rivera |

| susret br. 5 19. kolovoza 2001. 17:00 |       |                                                               |                               |
| Kina                                  | 0 : 3 | Australija                                                    | Suci: Ute Conen Jane Nockolds |
|                                       |       | Karen Smith 64.'(k.u/k) Nikki Hudson 68.' Katrina Powell 69.' | Suci: Ute Conen Jane Nockolds |

| susret br. 6 19. kolovoza 2001. 19:30 |       |                          |                                         |
| Španjolska                            | 1 : 1 | Novi Zeland              | Suci: Michele Arnold María Iparraguirre |
| Mónica Rueda 17.'                     |       | Suzie Pearce 26.'(k.u/k) | Suci: Michele Arnold María Iparraguirre |

| susret br. 7 21. kolovoza 2001. 14:30 |       |                                                        |                                |
| Španjolska                            | 1 : 3 | Kina                                                   | Suci: Renée Cohen Peri Buckley |
| Nuria Moreno 44.'(k.u/k)              |       | Fu Baorong 31.' Li Aili 57.' Tang Chunling 60.'(k.u/k) | Suci: Renée Cohen Peri Buckley |

| susret br. 8 21. kolovoza 2001. 17:00                     |       |                  |                                  |
| Argentina                                                 | 2 : 1 | Australija       | Suci: Lyn Farrell Kazuko Yasueda |
| Mercedes Margalot 34.'(k.u/k) Cecilia Rognoni 50.'(k.u/k) |       | Nikki Hudson 6.' | Suci: Lyn Farrell Kazuko Yasueda |

| susret br. 9 21. kolovoza 2001. 19:00 |       |             |                                        |
| Nizozemska | 6 : 0 | Novi Zeland | Suci: María Iparraguirre Monica Rivera |
| Ageeth Boomgaardt (k.u/k) Kirsten de Groot Ageeth Boomgaardt Fatima Moreira de Melo Dillianne van den Boogaard (k.u/k) Fatima Moreira de Melo |       |             | Suci: María Iparraguirre Monica Rivera |

| susret br. 10 22. kolovoza 2001. 14:30              |       |            |                                |
| Argentina                                           | 2 : 0 | Španjolska | Suci: Michele Arnold Ute Conen |
| Alejandra Gulla 9.'(k.u/k) Vanina Oneto 45.'(k.u/k) |       |            | Suci: Michele Arnold Ute Conen |

| susret br. 11 22. kolovoza 2001. 17:00 |       |      |                                       |
| Novi Zeland                            | 0 : 0 | Kina | Suci: María Iparraguirre Peri Buckley |
|                                        |       |      | Suci: María Iparraguirre Peri Buckley |

| susret br. 12 22. kolovoza 2001. 20:00                                         |       |                   |                                 |
| Nizozemska                                                                     | 3 : 1 | Australija        | Suci: Jane Nockolds Lyn Farrell |
| Ageeth Boomgaardt 11.'(k.u/k) Ageeth Boomgaardt 23.'(k.u/k) Minke Smabers 33.' |       | Nikki Hudson 42.' | Suci: Jane Nockolds Lyn Farrell |

| susret br. 13 24. kolovoza 2001. 15:00                                           |       |             |                                    |
| Argentina                                                                        | 3 : 0 | Novi Zeland | Suci: Kazuko Yasueda Monica Rivera |
| Cecilia Rognoni 6.'(k.u/k) Magdalena Aicega 25.'(k.u/k) Vanina Oneto 64.'(k.u/k) |       |             | Suci: Kazuko Yasueda Monica Rivera |

| susret br. 14 24. kolovoza 2001. 17:30 |       |                            |                                      |
| Španjolska                             | 0 : 1 | Australija                 | Suci: Renée Cohen María Iparraguirre |
|                                        |       | Joanne Banning 57.'(k.u/k) | Suci: Renée Cohen María Iparraguirre |

| susret br. 15 24. kolovoza 2001. 20:00                                                            |       |      |                              |
| Nizozemska                                                                                        | 4 : 0 | Kina | Suci: Ute Conen Peri Buckley |
| Macha van der Vaart 9.' Kirsten de Groot 36.' Ageeth Boomgaardt 52.'(k.u/k) Kirsten de Groot 63.' |       |      | Suci: Ute Conen Peri Buckley |

### Ljestvica nakon natjecanja u skupini
```
 1. 
 Nizozemska           5    5    0    0     (17: 3)      
15

 2. 
 Argentina            5    4    0    1     (10: 3)      
12

 3. 
 Australija           5    3    0    2     (11: 6)      
 9
 
 4. 
 Kina                 5    1    1    3     ( 3:10)       
4
 
 5. 
 Novi Zeland          5    0    2    3     ( 2:15)       
2
 
 6. 
 Španjolska           5    0    1    4     ( 3: 9)       
1
```

## Doigravanje
Susreti kojima se doigravalo za poredak od 1. do 6. mjesta su se odigrali 26. kolovoza 2001.
- za 5. mjesto

| 09:00                                             |       |                |                                  |
| Novi Zeland                                       | 2 : 1 | Španjolska     | Suci: Michele Arnold Renée Cohen |
| Anna Lawrence 8.'(k.u/k) Suzie Pearce 33.'(k.u/k) |       | Ana Pérez 55.' | Suci: Michele Arnold Renée Cohen |

- za brončano odličje

| 11:30                                                 |               |                    |                                |
| Australija                                            | 2 : 1 (prod.) | Kina               | Suci: Ute Conen Kazuko Yasueda |
| Katrina Powell 48.'(k.u/k) Katrina Powell 81.'(k.u/k) |               | Tang Chunling 41.' | Suci: Ute Conen Kazuko Yasueda |

- za zlatno odličje

| 14:00                                                   |       |                                                                              |                                 |
| Nizozemska                                              | 2 : 3 | Argentina                                                                    | Suci: Lyn Farrell Jane Nockolds |
| Julie Deiters 51.'(k.u/k) Ageeth Boomgaardt 58.'(k.u/k) |       | Cecilia Rognoni 31.'(k.u/k) Mercedes Margalot 41.'(k.u.) Karina Masotta 57.' | Suci: Lyn Farrell Jane Nockolds |

### Konačna ljestvica
| Mj. | Momčad      |
| --- | ----------- |
| 1.  | Argentina   |
| 2.  | Nizozemska  |
| 3.  | Australija  |
| 4.  | Kina        |
| 5.  | Novi Zeland |
| 6.  | Španjolska  |

| Pobjednice            |
| --------------------- |
| Argentina Prvi naslov |

## Najbolje sudionice
| Mj. | Igračica          | Pogodaka |
| --- | ----------------- | -------- |
| 1.  | Ageeth Boomgaardt | 6        |
| 2.  | Nikki Hudson      | 4        |
| 3.  | Kirsten de Groot  | 3        |
| 3.  | Vanina Oneto      | 3        |
| 3.  | Katrina Powell    | 3        |
| 3.  | Cecilia Rognoni   | 3        |
| 3.  | Karen Smith       | 3        |